# Dekanat Opawa
Dekanat Opawa – jeden z 11 dekanatów tworzących diecezję ostrawsko-opawską Kościoła łacińskiego w Czechach. Obejmuje 35 parafii. Obowiązki dziekana pełni (2011) ks. Pavel Cieslar, proboszcz parafii w Březovej.
Dekanat opawski był jednym z najstarszych w diececji ołomunieckiej. Już w 1244 wzmiankowano dziekana opawskiego (decanus Oppaviensis). Obejmował pierwotnie znacznie większy obszar, lecz z czasem wydzielały się z niego kolejne dekanaty, np. w 1729 położony dziś w Polsce dekanat Kietrz.
Na terenie dekanatu znajdują się następujące parafie:
- Bohdanovice: Parafia św. Michała
- Brumovice: Parafia Narodzenia Panny Marii
- Březová u Vítkova: Parafia św. Mikołaja
- Budišov nad Budišovkou: Parafia Wniebowzięcia Maryi Panny
- Dolní Životice: Parafia Najświętszego Zbawiciela
- Guntramovice: Parafia św. Jakuba Starszego
- Hlavnice: Parafia Najświętszej Trójcy
- Hněvošice: Parafia Chrystusa Dobrego Pasterza
- Hradec nad Moravicí: Parafia Świętych Piotra i Pawłą
- Jakartovice: Parafia Narodzenia Panny Marii
- Klokočov: Parafia św. Andrzeja
- Kružberk: Parafia św. Floriana
- Litultovice: Parafia św. Bartłomieja
- Melč: Parafia św. Antoniego Padwańskiego
- Moravice: Parafia Świętych Filipa i Jakuba
- Neplachovice: Parafia Narodzenia św. Jana Chrzciciela
- Nové Lublice: Parafia Najświętszej Trójcy
- Nové Těchanovice: Parafia św. Mikołaja
- Oldřišov: Parafia Narodzenia Panny Marii
- Opava: Parafia Wniebowzięcia Panny Marii
- Opava: Parafia Świętego Ducha
- Opava – Jaktař: Parafia Świętych Piotra i Pawła
- Opava – Kateřinky: Parafia św. Katarzyny Aleksandryjskiej
- Opava – Komárov: Parafia św. Prokopa
- Opava – Kylešovice: Parafia św. Jana Nepomucena
- Radkov: Parafia Narodzenia Panny Marii
- Raduň: Parafia Najświętszej Trójcy
- Skřipov u Opavy: Parafia św. Jana Chrzciciela
- Slavkov u Opavy: Parafia św. Anny
- Stěbořice: Parafia Narodzenia Panny Marii
- Štáblovice: Parafia św. Wawrzyńca
- Velké Heraltice: Parafia Niepokalanego Poczęcia Panny Marii
- Velké Hoštice: Parafia św. Jana Chrzciciela
- Větřkovice: Parafia Wniebowzięcia Panny Marii

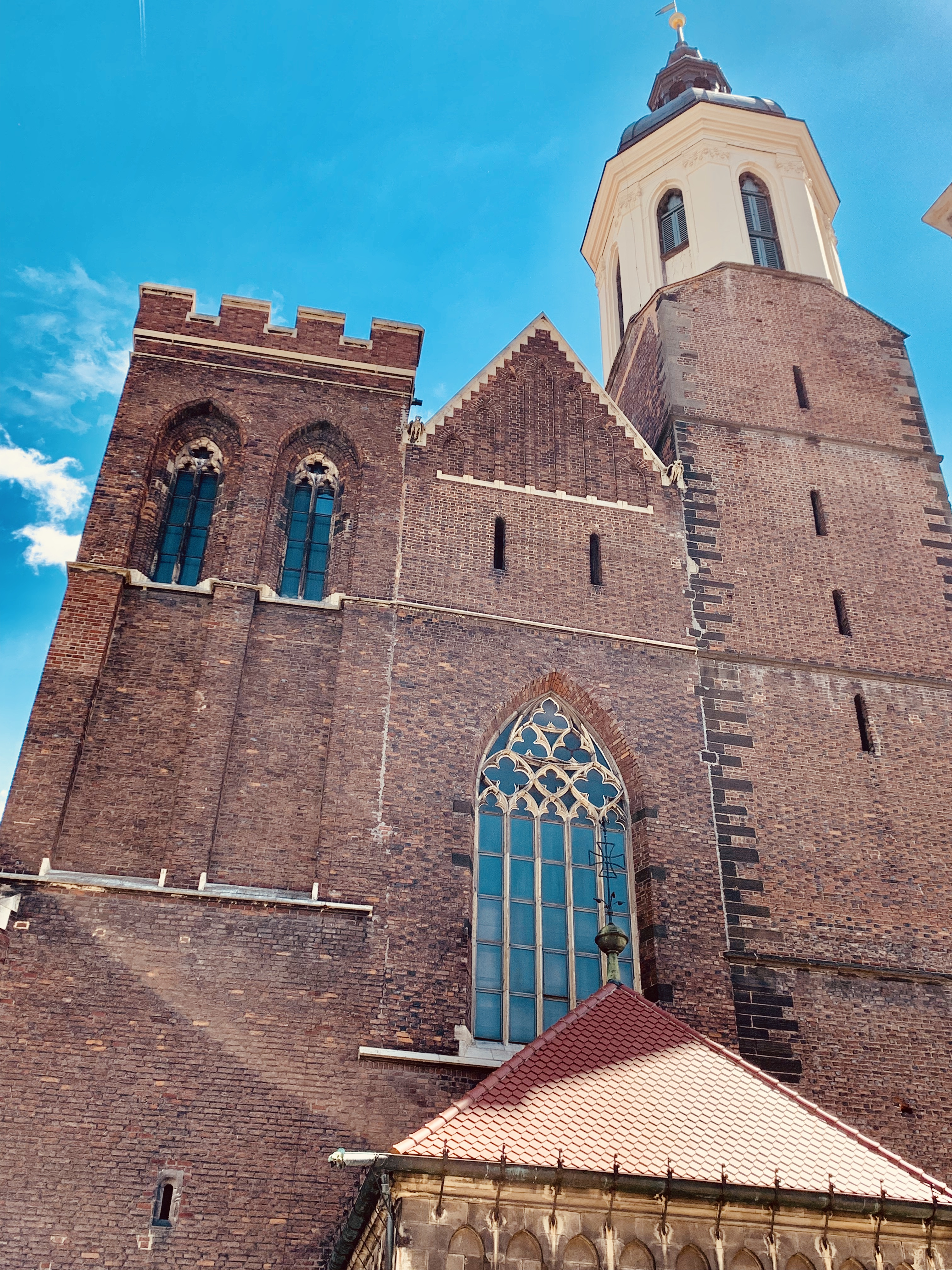
Vítkov: Parafia Wniebowzięcia Panny Marii  - Konkatedra pw. Wniebowzięcia Najświętszej Maryi Panny w Opawie
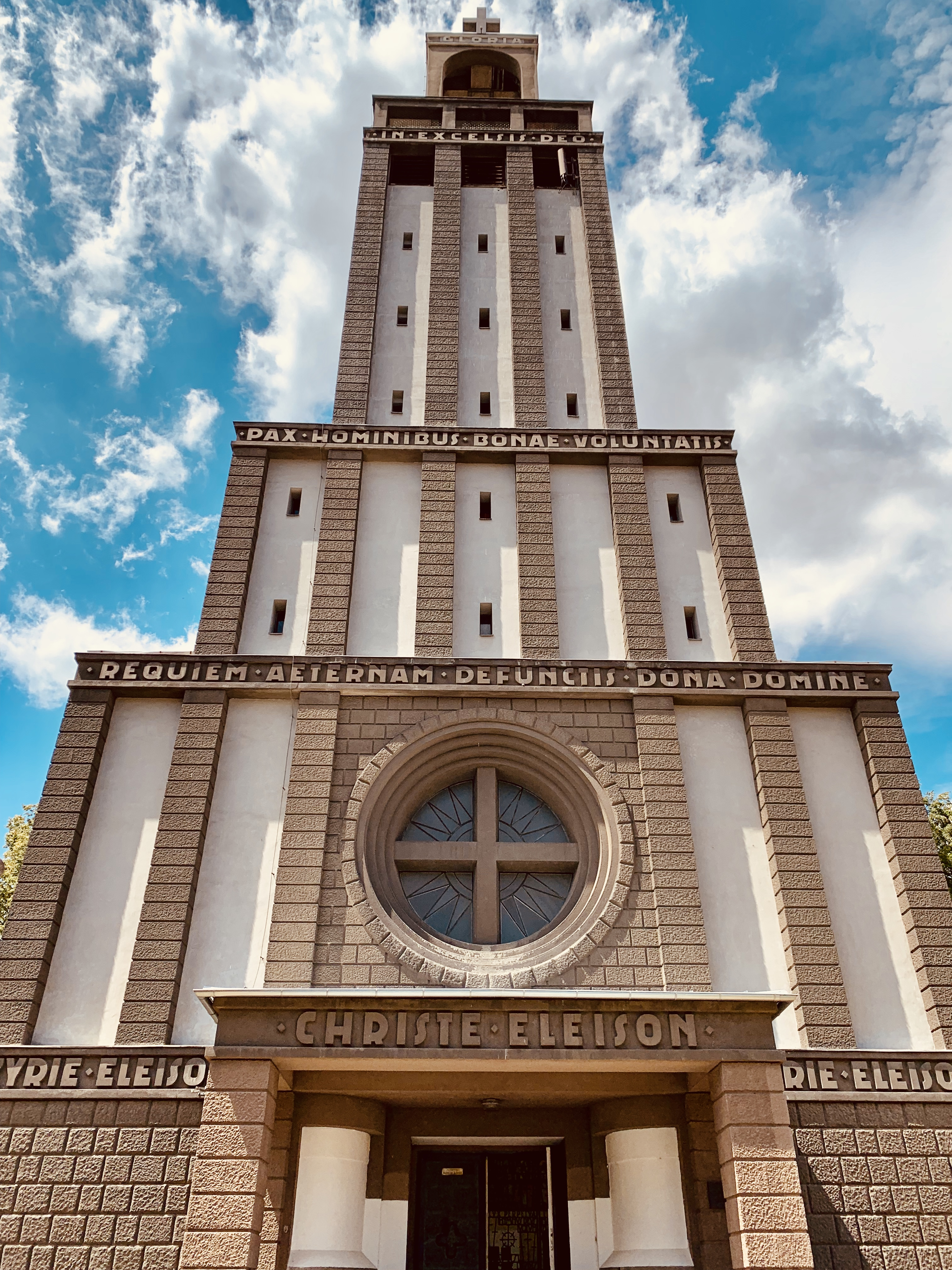
kościół pw. św. Jadwigi w Opawie
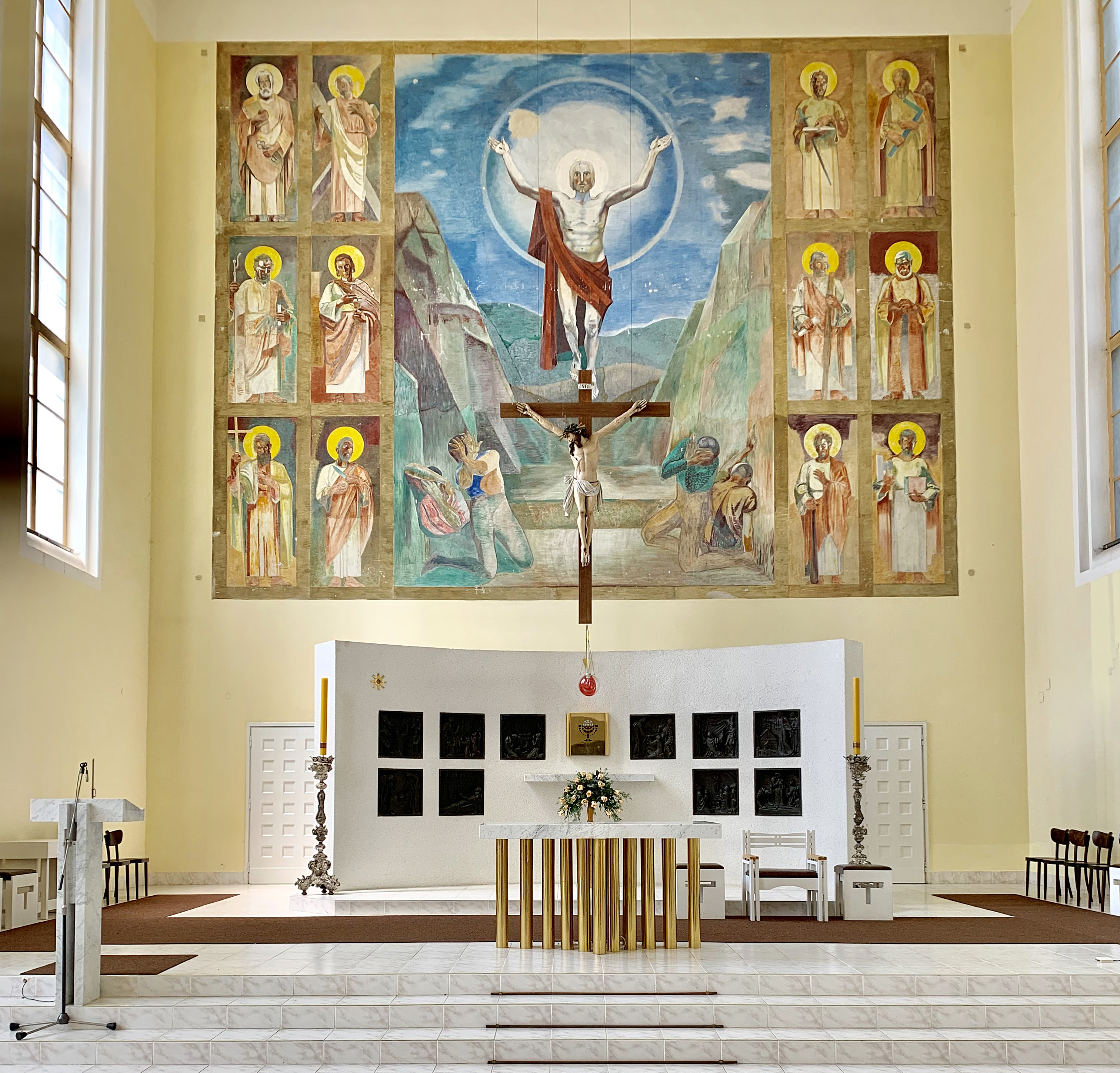
Prezbiterium kościoła pw. św. Jadwigi w Opawie
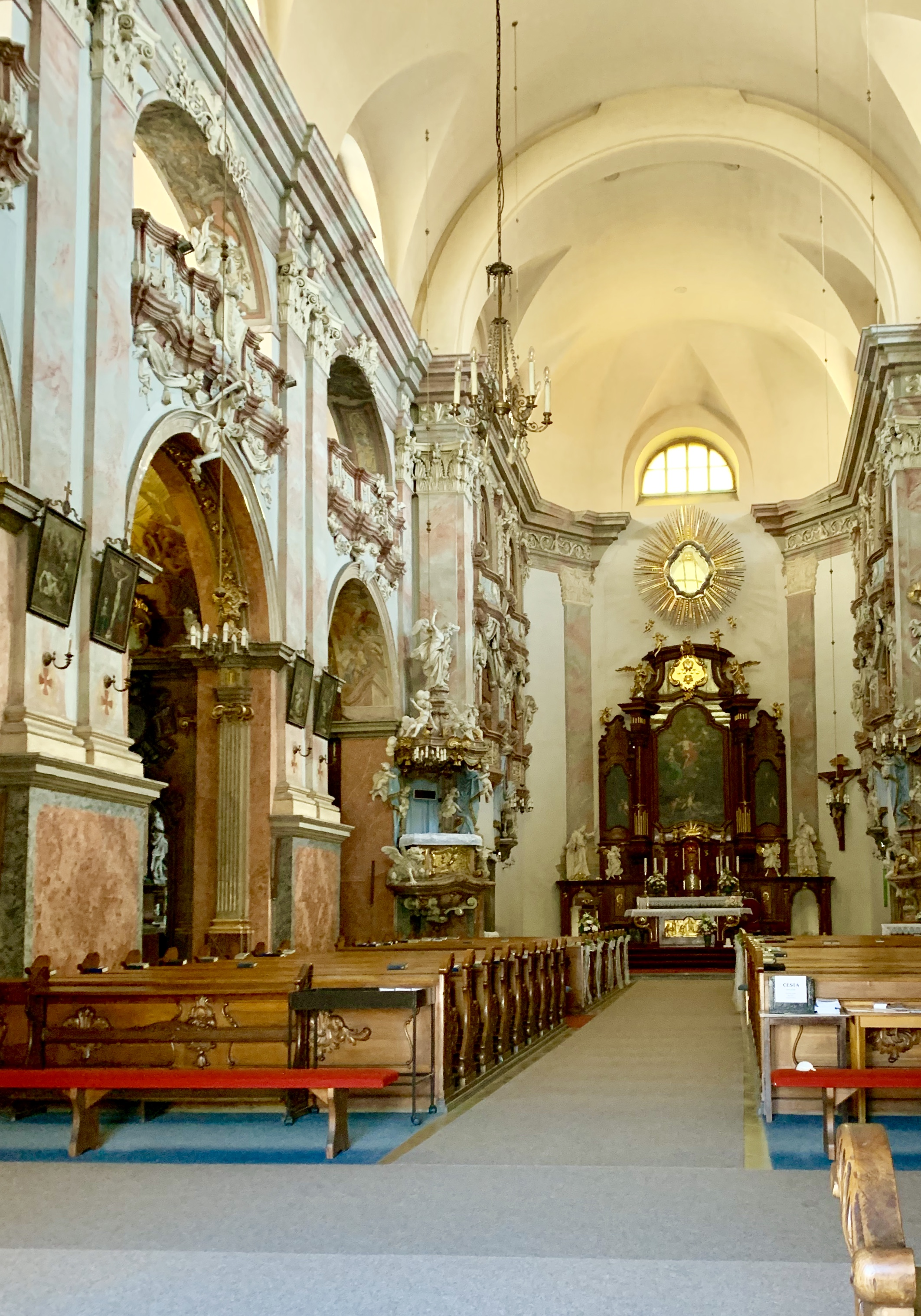
Wnętrze kościoła pw. Ducha św. w Opawie
  - kościół pw. św. Jadwigi w Opawie
  - Prezbiterium kościoła pw. św. Jadwigi w Opawie
  - Wnętrze kościoła pw. Ducha św. w Opawie